# Драхотта, Феликс
Феликс Драхотта (нем. Felix Drahotta; 1 января 1989, Бад-Доберан) — немецкий гребец, выступает за национальную сборную Германии по академической гребле начиная с 2008 года. Серебряный призёр летних Олимпийских игр в Рио-де-Жанейро, трижды серебряный призёр чемпионатов мира, четырёхкратный чемпион Европы, победитель многих регат национального и международного значения.

## Биография
Феликс Драхотта родился 1 января 1989 года в городе Бад-Доберан, федеральная земля Мекленбург-Передняя Померания. Активно заниматься гребным спортом начал в возрасте девяти лет в 1998 году, проходил подготовку в Ростоке в местном гребном клубе «Ростоккер».
Впервые заявил о себе в 2007 году, выиграв чемпионат мира среди юниоров в Пекине — в зачёте восьмёрок распашных с рулевым. Год спустя дебютировал на Кубке мира и благодаря череде удачных выступлений удостоился права защищать честь страны на летних Олимпийских играх 2008 года в Пекине. В безрульных двойках в паре с Томом Леманом квалифицировался с третьего места на предварительном этапе, занял третье место на стадии полуфиналов, тогда как в решающем финальном заезде финишировал четвёртым, немного не дотянув до призовых позиций.
Находясь в числе лидеров немецкой национальной сборной, Драхотта благополучно прошёл отбор на Олимпийские игры 2012 года в Лондоне, на сей раз выступал в одном экипаже совместно с Антоном Брауном — в безрульных двойках они пришли к финишу последними четвёртыми на квалификационном этапе, через утешительный этап пробились в полуфинал, где впоследствии заняли пятое место. В утешительном финале «Б» немецкие гребцы финишировали первыми и, таким образом, расположились в итоговом протоколе соревнований на седьмой строке.
После лондонской Олимпиады Феликс Драхотта остался в основном составе гребной команды Германии и продолжил принимать участие в крупнейших международных регатах. Так, в 2013 году он побывал на чемпионате мира в корейском Чхунджу, откуда привёз награду серебряного достоинства, выигранную в распашных восьмёрках с рулевым. Кроме того, был лучшим на чемпионате Европы в испанской Севилье. Год спустя в той же дисциплине одержал победу на европейском первенстве в Белграде и стал серебряным призёром мирового первенства в Амстердаме. Ещё через год защитил звание чемпиона Европы на соревнованиях в польской Познани и взял очередное серебро на чемпионате мира в Эгбелете.
В 2016 году отправился представлять страну на Олимпийских играх в Рио-де-Жанейро, стартовал здесь в составе экипажа, куда также вошли гребцы Мальте Якшик, Андреас Куффнер, Эрик Йоханнесен, Максимилиан Райнельт, Ханнес Оцик, Рихард Шмидт, Максимилиан Мунски и рулевой Мартин Зауэр — они с первого места квалифицировались на предварительном этапе, после чего в решающем финальном заезде пришли к финишу вторыми, отстав от победившей команды Великобритании более чем на секунду, и завоевали тем самым серебряные олимпийские медали.